# Tiradentes do Sul
Tiradentes do Sul är en kommun i Brasilien.   Den ligger i delstaten Rio Grande do Sul, i den södra delen av landet, 1 400 km sydväst om huvudstaden Brasília. Antalet invånare är 6 461.
Trakten runt Tiradentes do Sul består till största delen av jordbruksmark. Runt Tiradentes do Sul är det ganska glesbefolkat, med 30 invånare per kvadratkilometer.